# Torremormojón
Torremormojón település Spanyolországban, Palencia tartományban. Torremormojón Baquerín de Campos, Pedraza de Campos, Ampudia, Villerías de Campos és Castromocho községekkel határos. Lakosainak száma 45 fő (2024).

## Népesség
A település népessége az elmúlt években az alábbi módon változott:
| Lakosok száma | 88   | 78   | 56   | 57   | 54   | 56   | 57   | 44   | 44   | 45   |
|               | 2001 | 2004 | 2007 | 2009 | 2012 | 2014 | 2017 | 2019 | 2022 | 2024 |